# Jasmin Levy
Jasmin Levy (hebrejsky יסמין לוי‎, v angl. přepisu Yasmin Levy) (* 23. prosince 1975, Jeruzalém, Izrael) je izraelská zpěvačka sefardských písní. Svým osobitým, emotivním projevem dala vzniknout novému interpretačnímu stylu ladino, který kombinuje prvky středověké sefardské hudby s novějšími prvky andaluského flamenca, stejně jako nástroje, jako úd, housle, violoncello a klavír.

## Život a kariéra
Zpěvačka se narodila v Jeruzalémě 23. prosince 1975. Její otec Jicchak Levy byl hudebním vědcem; zabýval se dlouhou historií jazyka ladino a písní sefardských Židů. Zemřel, když byla Jasmin ještě dítě; k hudbě ji tak přivedla její matka Kohava Levy. Zprvu vystupovala Jasmin Levy se svou matkou společně, posléze se však vydala na sólovou dráhu.
Zpěvaččiným debutovým albem bylo Romance & Yasmin z roku 2004. Album získalo nominaci na cenu časopisu fRoots a BBC Radio 3 v kategorii „Best Newcomer“ pro rok 2005. V roce 2005 vychází druhé album La Juderia, nominované opět v následujícím roce, tentokrát však na cenu v kategorii „Culture Crossing“.

## Diskografie
- Romance & Yasmin, 2004
- La Juderia, 2005 (Connecting Cultures)
- Live at the Tower of David, Jerusalem, 2006
- Mano Suave, 2007
- Sentir, 2009
- Libertad, 2012